# Michael Memelauer
Michael Memelauer (* 23. September 1874 in Sindelburg, Österreich-Ungarn; † 30. September 1961 in St. Pölten) war Bischof der Diözese St. Pölten.

## Leben
Michael Memelauer wurde in der Pfarre Sindelburg als Sohn eines Bauern geboren und besuchte die Schule in Oed sowie das Stiftsgymnasium Seitenstetten. Nach seinem Theologiestudium in St. Pölten wurde er am 14. Jänner 1897 von Bischof Johannes Baptist Rößler zum Priester geweiht.
Memelauer wirkte zuerst als Aushilfspriester in Haag, dann als Kooperator in Schrems und dann ab 1901 in Krems. 1904 wurde er als Domkurat nach St. Pölten berufen, bis er 1917 Dompfarrer und Kanonikus wurde. Zehn Jahre lang übte er dieses Amt in der Zeit des Zusammenbruchs und der Nachkriegszeit aus.
Am 18. April 1927 wurde Michael Memelauer von Papst Pius XI. als Nachfolger von Bischof Johannes Baptist Rößler zum Diözesanbischof von St. Pölten ernannt. Am 26. Mai 1927 nahm Kardinal Friedrich Gustav Piffl, der Erzbischof von Wien, unter Assistenz der Bischöfe Johannes Maria Gföllner von Linz und Titularerzbischof Josef Pfluger, Weihbischof in Wien, die Bischofsweihe von Michael Memelauer im Dom zu St. Pölten vor. Am 31. Mai 1927 wurde er in feierlicher Weise unter Anteilnahme des Volkes in sein Amt eingeführt. Sein kurzer Wahlspruch lautete: „Caritati“ (der Liebe).

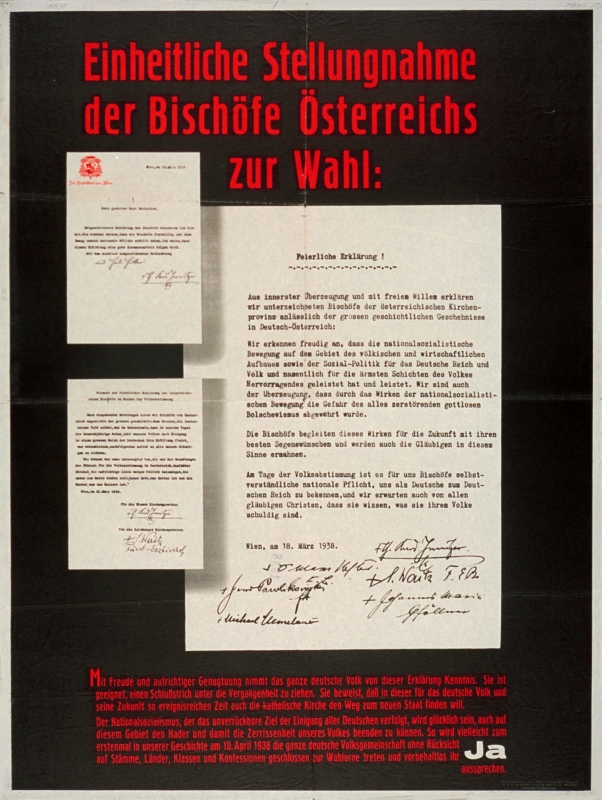
Erklärung zum Anschluss Österreichs 1938

Am 18. März 1938 unterzeichnete er auf Ersuchen der übrigen Bischöfe Österreichs die Feierliche Erklärung der österreichischen Bischöfe, was er allerdings noch am gleichen Tag bereute. Wie andere Bischöfe auch wurde er zum Ziel nationalsozialistischer Übergriffe, so zerschlug die HJ im Oktober 1939 die Fenster im Bistumsgebäude und versuchte erfolglos, in die Bischofswohnung vorzudringen. Nachdem ihn Todesmeldungen aus den Anstalten für psychisch kranke Menschen erreichten, sprach sich Memelauer in seiner Silvesterpredigt 1941 gegen die NS-Euthanasie aus („Vor unserem Herrgott gibt es kein unwertes Leben.“). 
Als gegen Kriegsende St. Pölten zum Ziel massiver Luftangriffe wurde, weigerte sich der Bischof, die Stadt zu verlassen und stand den verängstigten Menschen in den Luftschutzkellern bei. Er gab die Maxime aus: „Der Bischof bleibt bei seinen Diözesanen, der Seelsorger bei seiner Pfarrgemeinde.“
34 Jahre lang leitete Bischof Memelauer die Diözese St. Pölten, bis heute die längste Amtszeit in der Geschichte der Diözese. Ab dem Jahr 1951 war es ihm gesundheitlich nicht mehr möglich, die Aufgaben des Außendienstes wahrzunehmen, weshalb ihm auf sein Ersuchen vom Papst ein Koadjutor, nämlich der spätere Erzbischof von Wien, Franz König, zugeteilt wurde. Papst Pius XII. bestellte 1956 Franz Žak zum Titularbischof von Apollonia und neuen Bischof-Koadjutor von Bischof Memelauer mit dem Recht auf dessen Nachfolge, die dieser am 30. September 1961 als Diözesanbischof von St. Pölten auch antrat. Bestattet ist Memelauer in der Bischofsgruft des St. Pöltner Doms.
Über dem Hauptportal vom Alumnat St. Pölten befindet sich eine barockisierte Wappenkartusche Michael Memelauer.

## Filme
- In der Kino-Dokumentation Das Land, der Bischof und das Böse von Anita Lackenberger übernahm Johannes Seilern die Rolle des Bischofs.[1][2]